# Руденко, Владимир Александрович
Владимир Александрович Руденко (родился 1 сентября 1987 в Красноярске, СССР) — российский регбист, игравший на позиции трёхчетвертного. Выступал за команду «Красный Яр» и сборную России.

## Биография

### Карьера игрока
Воспитанник СДЮСШОР «Красный Яр», тренер — Владимир Валентинович Негодин. В главной команде «Яра» с 2006 года. Владимир в команде игрок не слишком заметный, но очень полезный, к примеру в чемпионском сезоне 2013 года игрок сыграл 18 матчей и занес 6 попыток, однако многие матчи игрок начинал на скамье запасных. Руденко стал дважды чемпионом России (2013 и 2015 год), 6 раз выигрывал Кубок России.
23 июля 2023 года объявил о завершении карьеры и переходе на должность видеоаналитика клуба.

### Карьера в сборной
В сборной дебютировал в 2014 году в матче против Грузии.

## Личная жизнь
Владимир женат на Юлии Руденко (в девичестве Гузева), также регбистке «Яра».

## Достижения
- Чемпионат России:
  -  Чемпион России: 2013, 2015
- Кубок России:
  -  Обладатель Кубка России: 2006, 2011, 2013, 2015, 2018, 2019
- Суперкубок России
  -  Обладатель Суперкубка России: 2016